# Duolegaat
Het duolegaat is in België een formule waarbij in een testament de ene begunstigde, doorgaans een vereniging zonder winstoogmerk (vzw) een legaat krijgt op voorwaarde dat hij de successierechten van de andere begunstigde (doorgaans een particulier) betaalt. Het systeem werd in 2021 in Vlaanderen afgeschaft, maar blijft van kracht in Brussel en Wallonië.
In het Vlaams Gewest betalen vzw's 8,5 % successierechten op legaten, in het Waals Gewest 7 % en in het Brussels Gewest 12,5 % (voor zover het een vzw betreft die fiscaal aftrekbare giften mag ontvangen, anders betaalt de vzw 25 % successierechten). Op de gedeelten van de andere begunstigden worden de wettelijke successierechten geheven, die veel hoger kunnen zijn.

## Voorbeeld
Na haar overlijden in 2007 heeft Marie-Antoinette Carlier, dochter van Hector Carlier, een van de stichters van Petrofina, de helft deel van het familiefortuin geschonken aan de Koning Boudewijnstichting. Het andere deel gaat naar particuliere personen (geen familie). Men schat de waarde van het fortuin op 200 miljoen euro.
Met de schenking werd het Fonds 'Marie Antoinette Carlier' opgericht, De stichting zal de schenking gebruiken om onder meer watervoorzieningsprojecten in Afrika en onderwijsprojecten in eigen land te steunen.
Door te werken met een duolegaat worden de successierechten volledig betaald door de KBS. De particulieren erven zo ca. 100 miljoen euro, de helft van het fortuin, terwijl de KBS na aftrek van alle successierechten 30 miljoen euro overhield. Bij een reguliere erfenis, zelfs zonder schenkingen, zijn de erfbelastingen van die aard dat de erfgenamen uit het testament beduidend minder zouden ontvangen.

## Gebruik als successieplanning
Zoals het voorbeeld van Carlier aantoont, werd het duolegaat gebruikt "(als) techniek binnen de successieplanning. Het
duolegaat lijkt dus de oplossing om de hoge successierechten voor de familieleden te vermijden".
Het duolegaat is een constructie waarbij "iedereen wint", behalve de belastingdienst. In de werkelijkheid zou er geen verschil zijn met een situatie waarbij de twee legaten netjes afzonderlijk gehouden worden en iedere begunstigde netjes zijn eigen belasting betaalt. Het enige verschil is dat er dan meer belasting te betalen is. Zulk een constructie die enkel een fiscaal oogmerk dient, komt in aanmerking om als fiscaal misbruik ter discussie gesteld te worden (volgens een antimisbruikbepaling die met ingang van 1 juni 2012 in het Wetboek van Successierechten van kracht is). De minister heeft beslist deze bepaling niet op het duolegaat toe te passen.

## Praktisch voorbeeld
Men heeft geen kinderen en wil 100.000 € nalaten aan een neef.
Volgens de tarieven die gelden in de Vlaams Gewest (België).
|                            | neef     | een vzw | belastingen |
| -------------------------- | -------- | ------- | ----------- |
| Legaat voor belastingen    | 100.000  | 0       |             |
| 45% eerste schijf 75.000 € | - 33.750 |         | 33.750      |
| 55% tweede schijf 25.000 € | - 13.750 |         | 13.750      |
| Resultaat                  | 52.500   |         | 47.500      |

Men benoemt een vzw als algemeen legataris en staat er op dat de neef 60.000 € van dit nalatenschap dient te krijgen.
De vzw krijgt de opdracht ALLE successierechten te dragen.
|                                            | neef   | een vzw  | belastingen |
| ------------------------------------------ | ------ | -------- | ----------- |
| Legaat voor belastingen                    |        | 100.000  |             |
| De vzw betaalt aan neef 60.000 €           | 60.000 | 40.000   |             |
| De vzw betaalt 45% op het deel van de neef |        | - 27.000 | 27.000      |
| De vzw betaalt 8,8% op haar eigen deel     |        | - 3.520  | 3.520       |
| Resultaat                                  | 60.000 | 9.480    | 30.520      |
| Verschil                                   | 7.500  | 9.480    | -16.980     |